# Tijuana (municipi)
Tijuana (del kiliwa, que vol dir Lloc on es torça l'aigua) és un municipi metropolità de Mèxic conurbat amb la ciutat de San Diego, en Califòrnia, que forma part de l'àrea metropolitana San Diego-Tijuana. Tijuana és el cap de municipi i principal centre de població d'aquesta municipalitat. Aquest municipi es troba a la part nord-occidental de Baixa Califòrnia. Limita al nord amb el Comtat de San Diego als Estats Units, al sud amb els municipis de Playas de Rosarito i Ensenada, a l'est amb el municipi de Tecate i a l'oest amb l'oceà Pacífic. Dista de la capital de l'estat uns cent vuit quilòmetres.